# Diözese Gurk-Klagenfurt
Die Diözese Gurk-Klagenfurt (lateinisch Dioecesis Gurcensis, slowenisch Krška škofija, heute auch als Katholische Kirche Kärnten auftretend) ist eine römisch-katholische Diözese, die zur Kirchenprovinz Salzburg (Österreich) gehört. Der Bischofssitz befindet sich in Klagenfurt am Wörthersee. Ihr Territorium umfasst heute das Bundesland Kärnten. Der südliche Teil des Diözesangebiets wird neben einer deutschsprachigen Mehrheit auch von Kärntner Slowenen besiedelt. Aus diesem Grund sind die zentralen Diözesanstrukturen zweisprachig (Deutsch, Slowenisch) angelegt. Folglich gibt es zum Beispiel neben der Kärntner Kirchenzeitung auch ein Pendant in Slowenisch, die Nedelja (Sonntag). In 69 Pfarren Südkärntens ist Slowenisch neben Deutsch Liturgiesprache.

## Geschichte

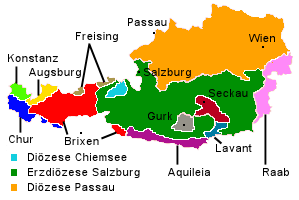
Ausdehnung nach 1131 (grau)

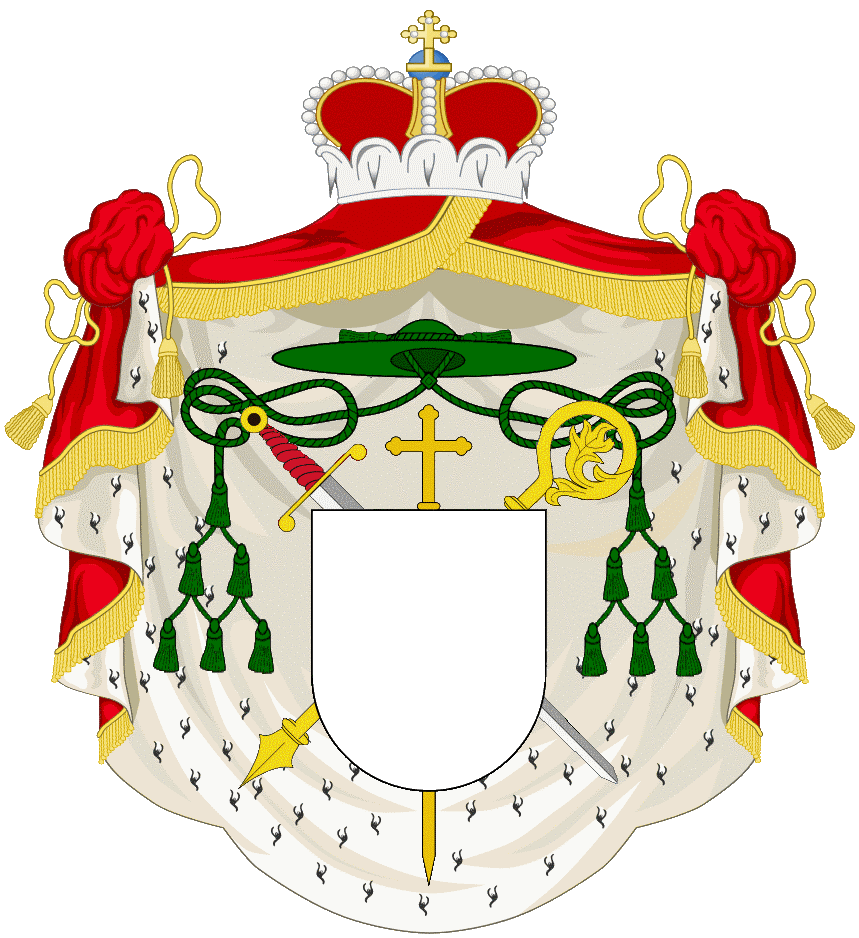
Wappen eines Fürstbischofs mit fürstlichen und bischöflichen heraldischen Würdezeichen.

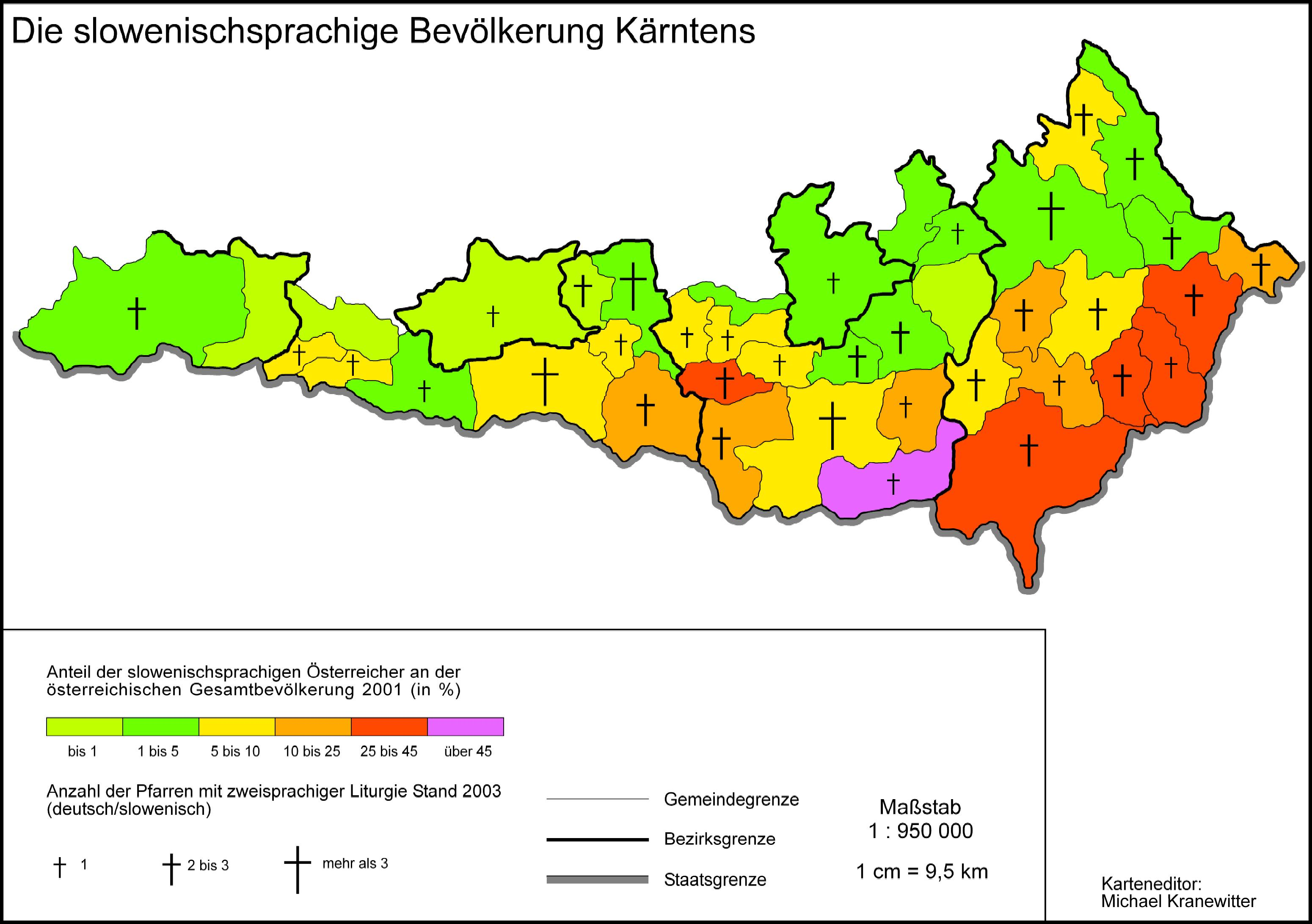
Kärntner Pfarren mit zweisprachiger (deutsch-slowenischer) Liturgie

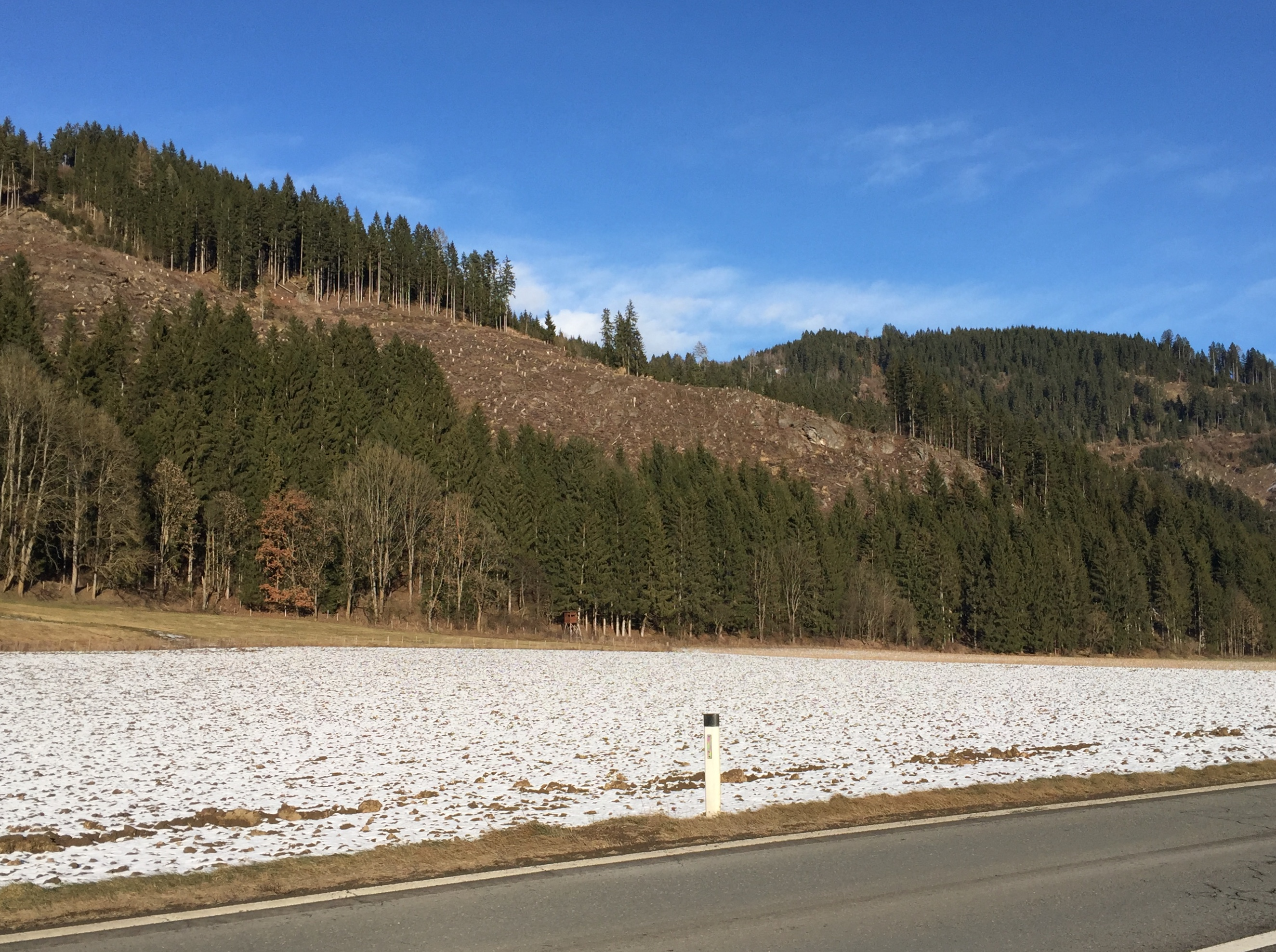
Forstwirtschaft im Gurktal

Das Bistum wurde im Jahr 1072 als erstes der Salzburger Eigenbistümer gegründet, deren Bischöfe von Salzburger Erzbischof ernannt, geweiht und belehnt wurden.
Sitz des Bischofs war Gurk in Kärnten. Als materielle Basis diente ein von Erzbischof Gebhard aufgelassenes Nonnenkloster (Stift Gurk), das einst die Gräfin Hemma von Gurk gestiftet hatte. Hemma gilt daher als eine der Gründerinnen des Bistums. Als erster Bischof wurde Günther von Krappfeld geweiht. Der Gurker Bischof sollte voll von Salzburg abhängig sein und für den Erzbischof als Vikar fungieren. Erst 1131 erfolgte die Zuteilung einer kleinen Diözese. Durch großangelegte Urkundenfälschungen wurde versucht, aus der Umklammerung Salzburgs zu kommen, was aber misslang. Ein langwieriger Prozess um das Bistum wurde auf dem Konzil von Basel ausgetragen.
Sitz der Bischöfe von Gurk war jahrhundertelang Schloss Straßburg (bis 1783), danach für kurze Zeit Schloss Pöckstein. Im Rahmen der josephinischen Kirchenreformen wurde 1787 der Bischofssitz nach Klagenfurt verlegt und das Bistum erheblich vergrößert: von Salzburg wurden 96, von Görz 56, von Laibach 5 und von Lavant eine Pfarre abgetreten. Als im Jahr 1859 der Lavanter Bischofssitz nach Marburg an der Drau verlegt wurde, kam das Lavanttal zum Bistum Gurk; seitdem decken sich die Diözesangrenzen Gurks mit jenen des Bundeslandes Kärnten. Jedoch wurde zu keinem Zeitpunkt der Name der Diözese zugunsten von Klagenfurt verändert, der offizielle Name bleibt Diözese Gurk.
Die Bischöfe von Gurk trugen im Heiligen Römischen Reich den Titel eines Fürstbischofs. Der Gebrauch dieses Titels sowie die Verwendung der damit verbundenen weltlichen Würdezeichen (wie Fürstenhut und -mantel) wurde 1951 durch Papst Pius XII. auch formell abgeschafft. Bereits 1933 wurde das Investiturrecht des Salzburger Erzbischofs im Österreichischen Konkordat aufgehoben.
Über die Kirchengeschichte hinaus bekanntgeworden ist von den Gurker Bischöfen vor allem Kardinal Franz II. Xaver von Salm-Reifferscheidt, Organisator der Erstbesteigung des Großglockners. Balthasar Kaltner war der letzte Gurker Bischof, der als Virilist im Kärntner Landtag gesprochen hat.

### Situation der Diözese nach dem Weggang von Bischof Alois Schwarz
Alois Schwarz, war seit dem Jahr 2001 Bischof von Gurk-Klagenfurt. Er wurde am 1. Juli 2018 als Bischof von St. Pölten eingeführt. Nach seinem Weggang wurde im Bistum Gurk-Klagenfurt die Frage aufgeworfen, ob der Bischof in Kärnten seine Befugnisse wirtschaftlich und personell „missbraucht“ habe. Schwarz war als Kärntner Bischof treuhänderischer Verwalter des größten Mensalgutes Österreichs. Im Zusammenhang mit der Causa Alois Schwarz gab die Erzdiözese Salzburg am 20. Dezember 2018 bekannt, dass der Salzburger Erzbischof Franz Lackner von Papst Franziskus zum Apostolischen Visitator für die Diözese Gurk ernannt worden ist.
Ende Dezember 2018 leitete die Staatsanwaltschaft Graz ein Ermittlungsverfahren gegen Altbischof Schwarz wegen Verdachts der Veruntreuung ein. Erstere hatte den Fall wegen möglicher Befangenheit der Staatsanwaltschaft Klagenfurt übernommen.
Nach Beendigung seiner Visitation erklärte Erzbischof Franz Lackner im März 2019 kritisch, die Diözese befinde sich in einer „Ausnahmesituation“; er habe während seiner Visitation viel zerrüttetes Vertrauen und Ängste bei Gläubigen und Mitarbeitern in Kärnten gespürt. Dem Bischof seien durch das Domkapitel fragwürdige Personalentscheidungen sowie undurchsichtige Vorgänge im Amts-, Führungs- und Lebensstil vorgeworfen worden; weitere Schritte und Konsequenzen lägen nun bei der zuständigen vatikanischen Bischofskongregation.
Ab 2. Juli 2018 war zunächst auf Grundlage einer Wahl des Domkapitels der Dompropst Engelbert Guggenberger als Diözesanadministrator der Diözese Gurk-Klagenfurt tätig. Am 28. Juni 2019 ernannte Papst Franziskus Militärbischof Werner Freistetter zum Apostolischen Administrator der Diözese. Eine Entscheidung über die Ergebnisse der Visitation sei weiterhin offen, erklärte der Heilige Stuhl. Die Ablöse von Engelbert Guggenberger stieß auf Kritik. Als Anlass wurde publiziert, dass es eine Konfrontation mit Rom gegeben hätte, oder auch, dass der Administrator nach Ablauf eines Jahres größere Rechte erworben hätte.
Am 3. Dezember 2019 ernannte Papst Franziskus den bisherigen Caritasdirektor Josef Marketz zum neuen Diözesanbischof, der sein Amt am 2. Februar 2020 übernahm.

## Diözesanheilige
Der Landespatron von Kärnten ist der Heilige Josef (19. März), der Schutzheilige der Diözese ist Johannes der Täufer (24. Juni), die Heilige Hemma von Gurk (27. Juni) ist die Landesmutter.

## Literatur

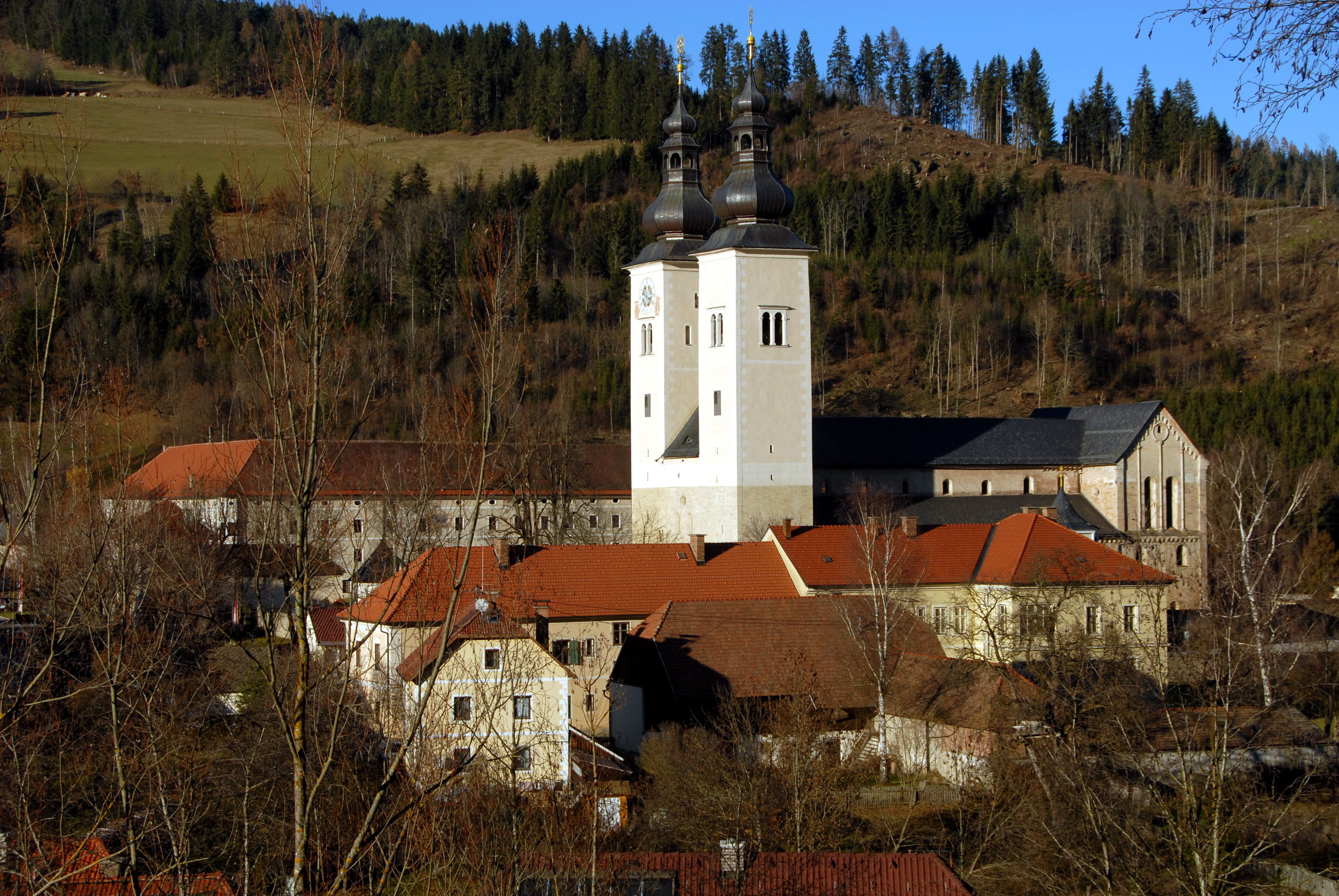
Dom zu Gurk
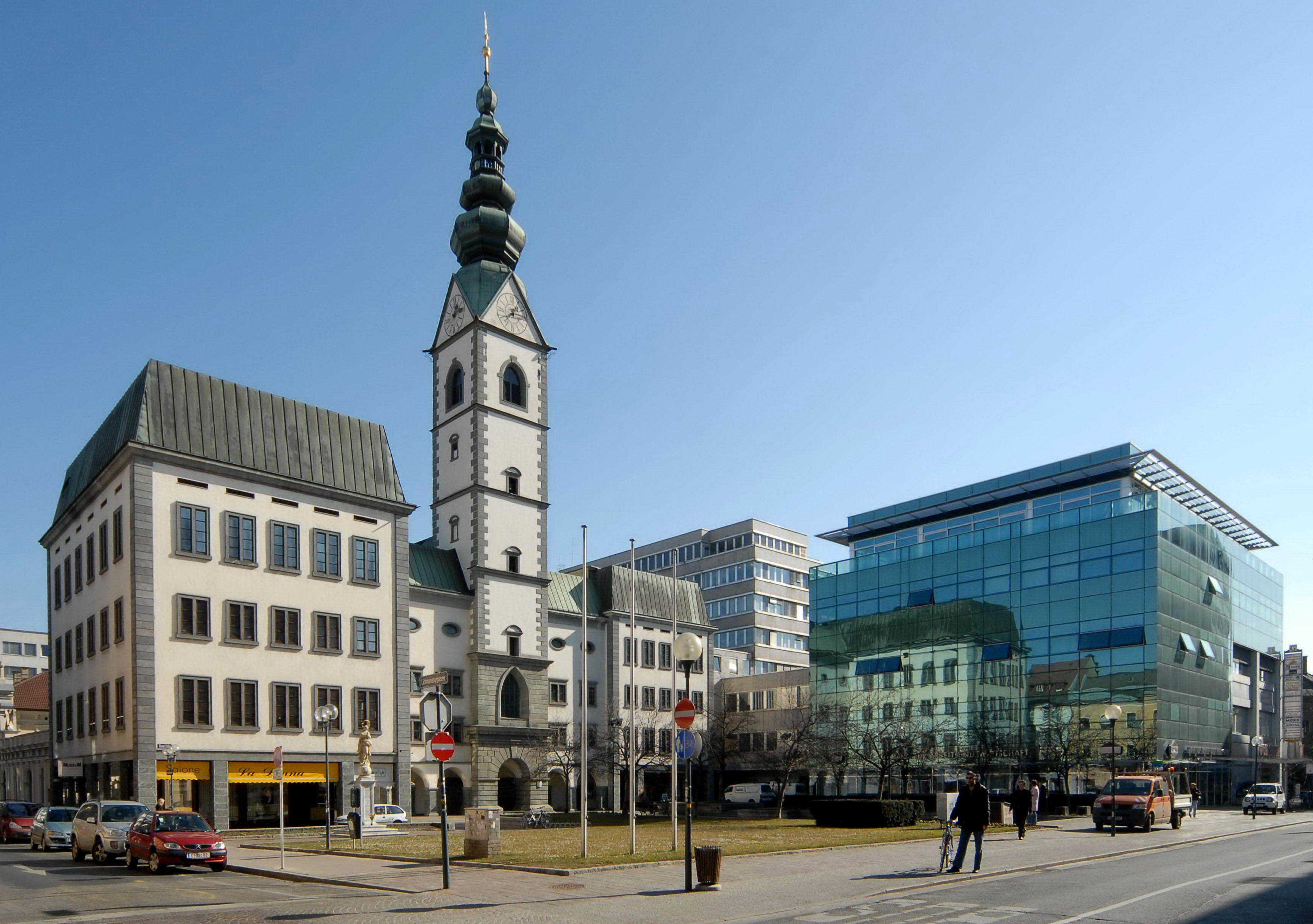
Klagenfurter Dom
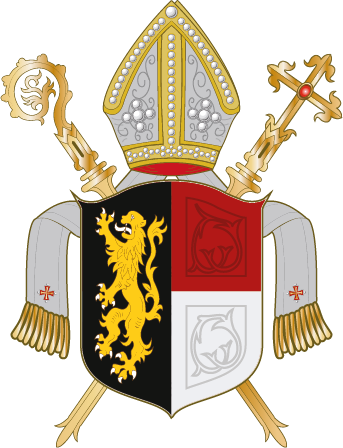
Bistumswappen